# Ditrichopsis baikalensis
Ditrichopsis baikalensis là một loài rêu trong họ Ditrichaceae. Loài này được Ignatova & O.M. Afonina mô tả khoa học đầu tiên năm 2010.